# Sara Junevik
Sara Junevik (14 febbraio 2000) è una nuotatrice svedese.

## Palmarès
- Mondiali in vasca corta

Abu Dhabi 2021: argento nella 4x50m sl e bronzo nella 4x100m sl.
Melbourne 2022: bronzo nella 4x50m misti.
- Europei

Roma 2022: argento nella 4x100m sl.
Belgrado 2024: oro nei 50m farfalla, bronzo nei 100m farfalla.
- Europei in vasca corta

Copenhagen 2017: oro nella 4x50m misti.
Kazan 2021: argento nella 4x50m misti.
Otopeni 2023: oro nella 4x50m sl e nella 4x50m misti, bronzo nei 50m farfalla.
- Giochi olimpici giovanili

Buenos Aires 2018: oro nei 50m farfalla.
- Mondiali giovanili

Indianapolis 2017: argento nei 50m farfalla.
- Europei giovanili

Hódmezővásárhely 2016: argento nei 50m farfalla.
Netanya 2017: bronzo nei 50m farfalla.